# Haiden Deegan
Haiden Deegan (Temecula, Californië, 10 januari 2006) is een Amerikaans motorcrosser.

## Carrière
Deegan deed mee aan verschillende nationale amateur motocrossevenementen in de Verenigde Staten. Hij won zeven titels op het AMA Amateur National Motocross Championship op Loretta Lynn's Ranch in verschillende jeugdcategorieën. Hij maakte ook deel uit van verschillende jeugdontwikkelingsprogramma's voor rijders en door fabrikanten gesteunde teams tijdens zijn amateurcarrière. Deegan reed het grootste deel van zijn amateurcarrière op KTM. Tijdens zijn tijd bij KTM slaagde Deegan erin om op 10-jarige leeftijd een backflip te maken op een 65cc. In 2021 tekende Deegan bij het Monster Energy Star Yamaha Racing team.
Deegan maakte zijn professionele debut in de 250SX-klasse van het 2023 AMA Supercross Kampioenschap. In zijn debuutseizoen eindigde Deegan als vierde tijdens de vierde ronde in het NRG Stadium in Houston. Hij behaalde drie podiumplaatsen, wat resulteerde in een tweede plaats in de uiteindelijke puntenstand, waarmee hij de 2023 250SX Rookie of the Year award verdiende. Bij de overgang naar het AMA Pro Motocross Kampioenschap bleef Deegan indruk maken in de 250-klasse. Hij behaalde zijn eerste algemene overwinning op de RedBud National en voegde nog een overwinning toe in Washougal. Gedurende het seizoen eindigde hij consistent binnen de top tien, wat resulteerde in een vierde plaats in de algemene stand met 371 punten.
In 2024 ging Deegan verder met het Yamaha Star Racing team voor zijn tweede volledige professionele seizoen. Hij nam deel aan de 250SX Oost-regio van het AMA Supercross Kampioenschap en behaalde zijn eerste overwinning van de serie in ronde zeven in Arlington. Hij zou de 13de en 17de wedstrijd winnen, met een algemene 2e plaats in het kampioenschap, achter Tom Vialle. In de 250-klasse van het 2024 AMA Pro Motocross Championship veroverde Deegan de titel met vijf overwinningen. Na het kampioenschap was Deegan gepland om Team USA te vertegenwoordigen naast Chase Sexton en Aaron Plessinger op de Motorcross der Naties 2024, maar koos ervoor om zich te concentreren op herstel van een polsblessure.
In 2025 schakelde Deegan van de 250SX East Region wedstrijden naar de 250SX West Region serie. Tijdens de 16e ronde op Empower Field in Denver, Colorado, veroverde Deegan de titel.
Deegan heeft deelgenomen aan evenementen na het seizoen, zoals het Wereldkampioenschap SuperMotocross, dat elementen van zowel supercross als motocross combineert. Deegan heeft beide 250 SMX-kampioenschappen veroverd sinds het evenement in 2023 werd geïntroduceerd.

## Palmares
- AMA 250cc SX East: 2023
- AMA 250cc SX East: 2024
- AMA 250cc Nationals: 2024
- AMA 250cc SX West: 2025
- AMA 250cc Nationals: 2025

## Privé
- Deegan is de zoon van oud-freestyle motorcrosser Brian Deegan en de jongere broer van NASCAR-coureur Hailie Deegan. Zijn jongere broer Hudson racet in de Supermini.[15]
- In maart 2025 werd Deegan gearresteerd in Walton County, Florida, op beschuldiging van vermeend straatracen.[16]